# فيلق إس إس بانزر الرابع
فيلق إس إس بانزر الرابع فيلق بانزر تابع لفافن إس إس في ألمانيا النازية حارب على الجبهة الشرقية وفي البلقان خلال الحرب العالمية الثانية.

## التشكيل والتاريخ
تأسس فيلق إس إس بانزر الرابع في 1 سبتمبر 1943، وكان يتألف من وحدات مدرعة ومشاة. تم تشكيله في البداية من وحدات إس إس الموجودة بالفعل، بما في ذلك فيلق إس إس بانزر الثاني وفيلق إس إس بانزر الثالث. كان الهدف من تشكيل الفيلق هو تعزيز القوة الضاربة لقوات إس إس في المعارك.

## المشاركة في المعارك
شارك الفيلق في العديد من المعارك البارزة، بما في ذلك:
- معركة كورسك (1943): حيث كان له دور في الهجوم على القوات السوفيتية.
- معركة بودابست (1944-1945): حيث شارك في الدفاع عن المدينة ضد القوات السوفيتية.
- معركة برلين (1945): حيث كان الفيلق جزءًا من الدفاع النهائي عن العاصمة الألمانية.

## الهيكل التنظيمي
تكون الفيلق من عدة وحدات، بما في ذلك:
- ألوية بانزر: وحدات مدرعة مزودة بالدبابات.
- ألوية مشاة: وحدات مشاة مدعومة بالأسلحة الثقيلة.
- وحدات الدعم: تشمل المدفعية والدعم اللوجستي.

## الإرث
بعد انتهاء الحرب العالمية الثانية، تم حل فيلق إس إس بانزر الرابع. يُعتبر الفيلق جزءًا من التاريخ العسكري المثير للجدل لألمانيا النازية، حيث ارتبطت وحداته بالعديد من الجرائم ضد الإنسانية خلال الحرب.
في 30 يونيو 1944، استوعب الفيلق فيلق إس إس بانزر السابع وتم تشكيله كمقر لفرقة بانزر إس إس توتنكوبف الثالثة وفرقة إس إس بانزر فيكينج الخامسة. تم وضع الفيلق تحت سيطرة قائد فيكينج السابق إس إس- أوبر غروبن فوهرر هربرت أوتو جيل.

## القادة
- SS-Obergruppenführer ألفريد وينينبرج (5 أغسطس 1943 - 23 أكتوبر 1943)
- SS-Obergruppenführer والتر كروغر (23 أكتوبر 1943 - 1 يوليو 1944)
- SS- ماتياس كلاينهيستركامب (1 يوليو 1944 - 20 يوليو 1944)
- SS-Brigadeführer نيكولاس هيلمان (20 يوليو 1944 - 6 أغسطس 1944)
- SS-Obergruppenfuhrer هربرت أوتو جيل (6 أغسطس 1944 - 8 مايو 1945)

## اقتباسات
- أدريان ويلي: "كانت معركة كورسك نقطة تحول في الحرب، حيث أظهر الفيلق قدراته القتالية في مواجهة القوات السوفيتية."
- بيتر لونغريتش: "أظهر فيلق إس إس بانزر الرابع شجاعة كبيرة في معركة بودابست، رغم الظروف الصعبة."
- جورج شتاين: "في برلين، كان الفيلق في قلب المعركة، حيث واجهوا الهزيمة الحتمية بشجاعة."